# Ettayapuram
Ettayapuram oder Ettaiyapuram (Tamil: எட்டயபுரம் Eṭṭayapuram [ˈjɘʈːəjəpuɾʌm]) ist eine Stadt im indischen Bundesstaat Tamil Nadu. Die Einwohnerzahl beträgt rund 13.000 (Volkszählung 2011).
Ettayapuram liegt knapp 100 Kilometer südlich von Madurai und 50 Kilometer nördlich von Thoothukudi im Distrikt Thoothukudi im Süden Tamil Nadus. Die Entfernung nach Chennai, die Hauptstadt des Bundesstaates, beträgt rund 550 Kilometer. Ettayapuram ist Hauptort des Taluks Ettayapuram.
Ettayapuram wurde 1576 von einer Dynastie von Feudalherren gegründet, die ursprünglich aus Chrandragiri im heutigen Bundesstaat Andhra Pradesh stammten. Diese sollten Anfang des 14. Jahrhunderts vor den Eroberungszügen Malik Kafurs nach Madurai geflohen und Vasallen der dortigen Pandya-Könige geworden sein. Nachdem das Gebiet von Ettayapuram 1801 unter britische Herrschaft gekommen war, setzten die Briten die Rajas von Ettayapuram als Zamindars (Grundbesitzer) ein. 1901 umfasste der Grundbesitz der Rajas von Ettayapuram ein Gebiet von 1476 Quadratkilometern mit 422 Dörfern und 154.000 Einwohnern (1901). Während des 19. Jahrhunderts setzten die Rajas von Ettayapuram ihren feudalen Lebensstil fort und profilierten sich unter anderem als Förderer der tamilischen Literatur.

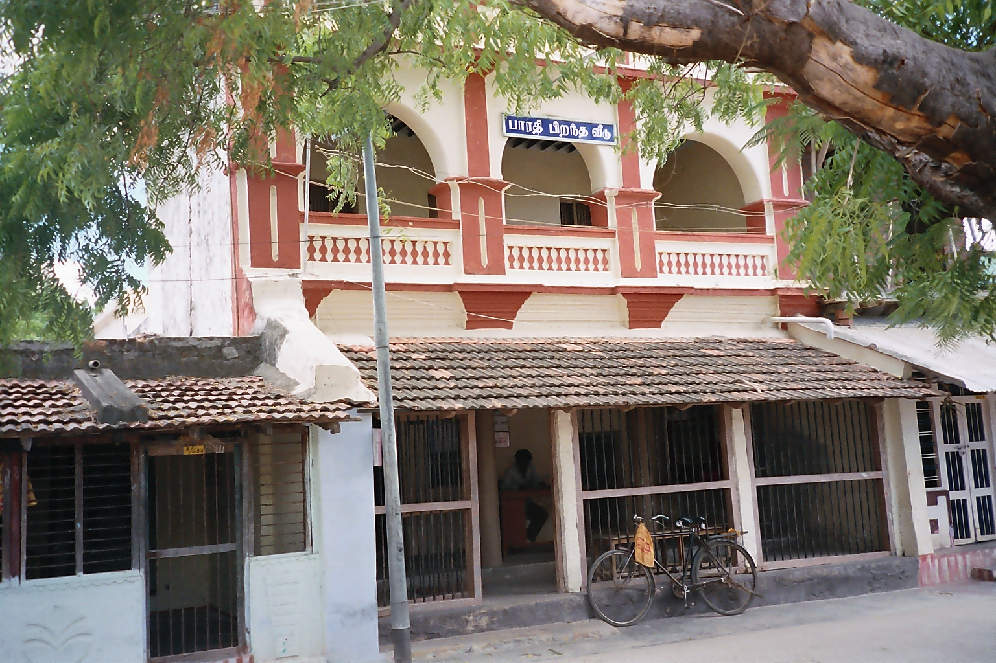
Subramaniya Bharatis Geburtshaus in Ettayapuram

Der Dichter Subramaniya Bharati (1882–1921), der als Begründer der modernen tamilischen Dichtung gilt, wurde in Ettayapuram geboren. In jungen Jahren diente er kurzzeitig als Hofdichter der Rajas von Ettayapuram, kehrte dem Hof aber bald den Rücken. Bharatis Geburtshaus in Ettayapuram beherbergt heute ein Museum.
95 Prozent der Einwohner Ettayapurams sind Hindus, 3 Prozent Muslime und 2 Prozent Christen. Die Hauptsprache ist Tamil, das von fast 100 Prozent der Bevölkerung als Muttersprache gesprochen wird.